# Вюртемберзьке курфюрство
Вюртемберзьке курфюрство (нім. Kurfürstentum Württemberg) — недовговічна держава Священної Римської імперії на правому березі Рейну. 1803 року імперський рейхстаг підняв Вюртемберзьке герцогство до курфюрства, вищої форми князівства у Священній Римській імперії. Однак через три роки, 1 січня 1806 року, останній курфюрст прийняв титул короля Вюртемберзького. 6 серпня 1806 року останній імператор Франц II де-факто скасував імперію і титул курфюрста (виборця імператора) втратив своє значення.

## Історія
Карл Євгеній, герцог Вюртемберзький, не залишив законних нащадків, і його успадкували два його брати, перший Людвиг Євгеній (помер у 1795 р.), який був бездітним, і Фрідріх II Євгеній (помер у 1797 р.). Фрідріх II Євгеній служив в армії Фрідріха Великого, з яким він був пов'язаний через шлюб з принцесою Бранденбург-Шведтською Фредерікою, а потім керував маєтками своєї родини навколо Монбельяра. Він виховував своїх дітей у протестантській вірі як франкофонів, і всі члени подальшої королівської родини Вюртемберга походили від нього. Таким чином, коли 1797 року його син став герцогом  як Фрідріх III, протестантизм повернувся до герцогської родини, і королівський дім згодом дотримувався цієї віри.
Під час короткого правління Фрідріха II Євгенія наполеонівська Французька республіка вторглася в Вюртемберг і змусила герцога вивести свої війська зі складу імперської армії та сплатити репарації. Хоча він правив тільки два роки, Фрідріх II Євген фактично зумів зберегти незалежність герцогства. Завдяки одруженню своїх дітей він зав'язав чудові зв'язки по всій Європі, зокрема з російською, австрійською та британською королівськими родинами.
Його син, герцог Фрідріх III (1754—1816), мав за зразок Фрідріха Великого. Він брав участь у війні Другої коаліції проти Франції всупереч бажанням своїх станів, а коли французи на чолі з генералом Моро знову вторглися та спустошили країну, він пішов у відставку до Ерлангена, де залишався до укладення Люневільського миру 9 лютого 1801 року.
Після німецької медіатизації з Францією, підписаної в березні 1802 року, він поступився своїми володіннями на лівому березі Рейну, отримавши натомість дев'ять вільних імперських міст, серед яких Ройтлінген і Гейльбронн та інші території, загальною площею близько 850 квадратних миль, які містили близько 124 тис. жителів. Він також 1803 року прийняв від Наполеона титул курфюрста. Відповідно герцогство було піднесено до статусу Вюртемберзького курфюрства (1803—1805). Нові округи не входили до герцогства, а залишалися окремими. Вони були відомі як «Новий Вюртемберг» і керувалися напряму без ландтагів. Інші території були придбані в 1803—1806 роках у рамках процесу німецької медіатизації.
1805 року у Війні третьої коаліції Вюртемберг виступив боці Французької імперії, і за Пресбурзьким миром у грудні 1805 року курфюрст був нагороджений різними частинами Передньої Австрії в Швабському колі та іншими землями в цьому регіоні. 1 січня 1806 року імператор Франц визнав прийняття Фрідріхом III королівського титулу. Після цього Вюртемберзьке герцогство стало Вюртемберзьким королівством на чолі з королем Фрідріхом I. Король Фрідріх I скасував конституцію й об'єднав Старий і Новий Вюртемберг. Згодом він передав церковне майно під контроль держави. Він також приєднався до Рейнського союзу та отримав додаткові території.